# نظرية النظم عند الجرجاني
تُعدّ نظرية النظم من أهم النظريات في البلاغة العربية، ومعناه التأليف، ومعنى النظم في اصطلاح البلاغيين والنقاد (تنسيق دلالة الألفاظ وتلاقي معانيها بما تقوم عليه من معاني النحو والموضوعة في أماكنها على الوضع الذي يقتضيه العقل).

## نبذة عن صاحب النظرية وتكوينه العلمي
تميّز القرن الخامس الهجري بنضج العلم والتأليف والإبداع، حيث تكاملت فيه شتى علوم العربية من نحوٍ وبلاغة وفقه ونقد وغيرها، وجمعت فيه كلّ دواوين الشعر، وألّفـت فيه المعجمات ودوّنت المفردات؛ كما برزت فيه طوائف مختلفة من متكلّمين وأشاعرة ومعتزلة، هؤلاء الذين عالجوا مختلف القضايا العلمية والأدبية والدينية بمنطق العقل والاجتهاد، معتمدين في ذلك على حرية الإدلاء بآرائهم وحق مناقشتها والدفاع عنها.
ومن أهم ما تميز به هذا العصر ولادة نادرة البطون، ونابغة البلغاء ورئيس حلبة الفصحاء أبو بكر عبد القاهر بن عبد الرحمن بن محمد الجرجاني، الذي ولد في مطلع القرن الخامس هجري. وهو من أصل فارسي من أهل جرجان، الواقعة في شمالي إيران بين طبرستان وخُرسان، قرب بحر الخرز وهذا سبب نسبه إلى جرجان، فقيل الجرجاني".

ولد بجرجان ونشأ فيها ونهل مختلف العلوم في بلدته، لزم أستاذه أبا الحسن محمد بن الحسين بن محمد بن الحسين بن عبد الوارث الفارسي النّحوي (ت421هـ)، وهو ابن أخت العلامة أبي علي الفارسي، وكان يعدّ إمام النحاة بعده، فعكف على دروسه وأخذ عنه كلّ علمه، ولم يذكر أنّه خرج من بلدته جرجان إلى غيرها، حتّى توفي فيها (سنة 471ه)، أمّا سنة ولادته فبقيت مجهولة ".
وبعد أن أتمّ تعلمه، اشتغل بالتدريس في بلدته، وروي أنّه برز في ميدان الشعر أولا، وحاول التكسب به إلاّ أنّه لم يظفر برضا الملوك والأمراء، فمال إلى التأليف والتدريس محاولا الإبداع فيهما".

كان عبد القاهر شافعيّ المذهب، أشعريّ الأصول، حيث طبّق الكثير من مبادئ الأشاعرة في الاجتهاد والجدل ومناقشة المفاهيم على مؤلفاته، وبدا ذلك في كتابيه «أسرار البلاغة» و«دلائل الإعجاز» اللّذين برزت شهرته من خلالهما، وأثبت فيهما مدى تمسكه بدينه، واعتزازه بالكتاب والسنة واعتبارهما قدوة كلّ مقتــد.
كان الإمام عبد القاهر مُصنِّفا مكثرا، وجلّ مؤلفاته في النّحو، ولكن فيها مختارات، وعروض وإعجاز، وأكثرها مخطوط.

عدّ بكتابه «دلائل الإعجاز» من أبرز النّقاد في تاريخ الأدب، وأثبت ببراعته أنّه صاحب نظرية علمية دقيقة، كان هدفه الأساسي منها بيان مدى إعجاز القرآن، الذي بلغ أعلى درجات الفصاحة والبلاغة، فكانت بذلك دلائله عصارة فكره وغاية جهده.

## كيف شرح عبد القاهر الجرجاني نظرية النظم في دلائل الإعجاز؟
شرح عبد القاهر الجرجاني نظرية النظم في كتابه دلائل الإعجاز وعرضها عرضا واسعا، ففي مقدمته يعرف النظم بأنه (تعليق الكلم بعضها ببعض، وجعل بعضها بسبب من بعض، والكلم ثلاث: اسم وفعل وحرف، وللتعليق فيما بينها طرق معلومة، لا يعدو ثلاثة أقسام: تعلق اسم باسم، تعلق اسم بفعل، تعلق حرف بهما)
وبذلك كان أول ربط بين النظم وعلم النحو.
ولابد من مراعاة المعاني النحوية والصرفية وتقبل المجتمع لهذا النظم.

## الفرق بين نظم الحروف ونظم الكلم
نظم الحروف: هو تواليها في النطق فقط وليس نظمها بمقتضى عن معنى، ولا الناظم لها بمقتف في ذلك رسما من العقل، فلو أن واضع اللغة كان قد قال «ربض» مكان «ضرب» لما كان في ذلك ما يؤدي إلى فساد.
أما نظم الكلم: تقتضي في نظمها آثار المعاني وترتيبها على حسب ترتيب المعني في النفس، وليس هو النظم الذي معناه ضم الشيء إلى الشيء كيف جاء واتفق.

## خلاصة قول الجرجاني
النظم هو توخي معاني النحو وأحكامه فيما بين الكلم من علاقات حيث يقول «واعلم أن ليس النظم إلا أن تضع كلامك الوضع الذي يقتضيه علم النحو، وتعمل على قوانينه وأصوله، وتعرف مناهجه التي نهجت، فلا تزيغ عنها، وتحفظ الرسوم التي رسمت فلا تبخل بشيء منها».
وهذا التعريف الشامل يوضح مدى العلاقة بين علم النحو وعلم المعاني في تحديد نظرية النظم.

## ما الفرق بين النظم والنحو؟
عندما نحتكم إلى نصوص عبد القاهر حول النظم الذي عده دعاة إحياء النحو رسما لطريق جديد في النحو نجد تفرقة واضحة بين النحو والنظم

فمعاني النحو ثابتة لا تحتاج إلى جهد ومعاناة، أما «النظم» فيكون في حسن التخير والنظر في وجوه كل باب، فينظر في صور الخبر، والأساليب من شرط وتوكيد وتخصيص، فيجيء بذلك حيث ينبغي له، ويحتاج ذلك قسطا كبيرا من التذوق والحس الأدبي والسليقة السليمة، وتلك مهمة فوق مهمة البحث في الصواب والخطأ، وهنا ارتبطت البلاغة بالنحو ارتباطا وثيقا، حيث تبدأ مهمتها من حيث تنتهي مهمة النحو، لأنها ستتناول الصورة الصحيحة التي تدور حول غرض واحد لترى أيهما أرفع في درجات البلاغة ولماذا.

## الحكم على مدى الصواب والخطأ في ضوء النظرية
من شاء أن يحكم على مدى الصواب والخطأ في نظرية النظم عليه أن يعالج قضايا التقديم والتأخير، والفصل والوصل، والإظهار والإضمار، والاستفهام، والنفي، والحذف، والتعريف والتنكير، وغيرها من مباحث علم المعاني، وقد طبق الجرجاني بالفعل هذه النظرية تطبيقا عمليا منهجيا على آيات من كتاب الله، وعلى نصوص من أشعار العرب، فجمع بذلك بين النظرية والتطبيق، وأسس لفرع هام من الدراسات البلاغية النقدية أفاد كل من خلفه في هذا المضمار.

## تطبيق النظم على النص عند الجرجاني
طبق الجرجاني قواعد النظم على النصوص فتناول دور علم المعني في خدمة النظرية، ومن ذلك:
- باب التقديم والتأخير

وهو باب كثير الفوائد، جم المحاسن، بعيد الغاية، وهو على وجهين:
1. تقديم على نية التأخير: كخبر المبتدأ في قولك:«منطلق زيد»، فمعلوم أن منطلق لم تخرج بالتقديم عما كانت عليه من كونها خبر المبتدأ ومرفوعة بذلك.
2. تقديم لا على نية التأخير

وهو أن تنقل الشيء من حكم إلى حكم، وتجعله بابا غير بابه، وإعرابا غير إعرابه، وذلك أن تجيء إلى اسمين يحتمل كل منهما أ، يكون مبتدأ والآخر خبرا له، فتقدم تارة هذا على ذاك، وأخرى ذاك على هذا لعلة بيانية ولفضل بلاغي، ومن أمثلة ذلك «الاستفهام بالهمزة» فإن موضع الكلام إذا قلت:«أفعلت؟» فبدأت بالفعل كان الشك في الفعل نفسه، وكان غرضك من استفهامك أن تعلم وجوده، أما إذا قلت:«أأنت فعلت؟» فبدأت بالاسم كان الشك في الفاعل، وهنا يتجلى دور النحو والنظم في تحديد الدلالة، وأن بينهما رباط قوي لا ينفصم، وهذا ما يميز اللغة العربية.
- باب الحذف

وهو باب دقيق المسالك، عجيب الأمر، فإنك ترى به ترك الذكر أفصح من الذكر، وتجدك أنطق ما تكون إذا لم تنطق
ومن لطيف الحذف قول ابن النطاح:
العين تبدي الحب والبغضا...وتظهر الإبرام والنقضا: درّة ما أنصفتني في الهوى...ولا رحمت الجسد المنضى: غضبى ولا والله يا أهلها...لا أطعم البارد أو ترضى
يقول هذه الأبيات في جارية كان يحبها، والمقصود قول«غضبى»، والتقدير «هي غضبى» أو«غضبى هي» لا محالة، إلا أنك ترى النفس كيف تتفادى إظهار هذا المحذوف، وكيف تأنس إلى إضماره، وترى الملاحة كيف تذهب إن أنت رمت التكلم به.

## جمال الاستعارة من حسن النظم
وقد ربط الجرجاني الاستعارة بعلم المعاني ربطا بديعا، وأوضح أن من أنواع الاستعارة ما لا يمكن بيانه إلا بعد العلم بالنظم، ويذكر أنها على غرابتها ولطفها إنما تم لها الحسن بما توخي في وضع الكلام من التقديم والتأخير، والتعريف والتنكير، ومن دقيق ذلك أنك ترى الناس إذا ذكروا قوله تعالى «واشتعل الرأس شيبا» لم يزيدوا فيه على ذكر الاستعارة، ولم ينسبوا الشرف إلا إليها، وليس الأمر ذلك، إنما الجمال أن تعلم أن «اشتعل» للشيب في المعنى، وإن كان للرأس في اللفظ، فهل إذا أخذت اللفظ وسندته إلى الشيب صريحا فتقول:«اشتعل شيب الرأس» هل ترى الروعة التي كنت تراها؟
فما السبب في أن «اشتعل» إذا استعير «للشيب» كان له الفضل؟
السبب أنه يفيد لمعان الشيب في الرأس الذي هو أصل الشمول، وأنه قد شاع فيه، وعمّ جملته حتى لم يبق من السواد إلا ما لا يعتد به.

ونظير ذلك في التنزيل قول الله عز وجل:«وفجرنا الأرض عيونا»، فإن التفجير للعيون في المعنى لكنه أوقع على الأرض في اللفظ، وذلك أفاد أن الأرض قد صارت عيونا كلها، وأن الماء كان يفور من كل مكان، ولو قيل «فجرنا عيون الأرض» لم يفد ذلك ولم يدل عليه، ولكان المفهوم أن الماء قد فار من عيون متفرقة في الأرض.

ويمكن إجمال ما قدم عبد القاهر فيما يلي 

أولا: أنه لاميزة للألفاظ من حيث هي أصوات مسموعة، إذ ليس للفظة قيمة ذاتية بمعزل عن السياق، ولكنها تحسن بمراعتها للمعنى المراد وبمكانها مع أخواتها في الجملة الواحدة.

ثانيا: توظيف المعاني النحوية في السياق لخدمة المعاني العامة للنص الأدبي بحيث لا يمكن الوقوف على معاني النص إلا عن طريق المعاني النحوية، وقد كان تفسير الجرجاني للنظم بأنه (توخي معاني النحو

وعلاقاته)اللبنة التي قامت عليها مباحث علم المعاني مستمدة من أحكام النحو.

الغاية من معرفة فن النظم

«إن غاية ما يسعى إليه عبد القاهر من نظريته هو الوصول بتعبيراتنا اللغوية إلى مستوى رفيع؛ ليأتي التعبير عن المعاني مساو للحقيقة الراسخة في نفس السامع والقارئ والمتكلم، دون زيادة أو نقصان، ودون حاجة إلى اجتهاد في تأويل أو تفسير، بل يجب أن تأتي صور الكلام مساوية المعاني صورة بصورة، حسا وحركة وحيوية ولونا ومفهوما دون ملابسة»، ويبدي عبد القاهر رأيه في هذه المزية اللغوية بقوله:«واعلم أن الفائدة تعظم في هذا الضرب من الكلام إذا أنت أحسنت النظر فيما ذكرت لك من أنك تستطيع أن تنقل الكلام في معناه عن صورة إلى صورة، من غير أن تغير من لفظه شيئا. أو تحول كلمة عن مكانها إلى مكان آخر، وهو الذي وسع مجال التأويل والتفسير، حتى صاروا يتأولون في الكلام الواحد تأويلين أو أكثر، ويفسرون البيت الواحد عدة تفاسير، وهو على ذلك الطريق المذلة التي ورط كثيرا من الناس في الهلكة، وهو مما يعلم به العاقل شدة الحاجة إلى هذا العلم، وينكشف معه عوار الجاهل به».

نظرية النظم وأثرها في النقد العربي
إن الباحث المتتبع لدراسة عبد القاهر لنظرية النظم يرى أنه جعل النظم أساسا للنقد ومرجعا لبيان القيمة الفنية في العمل الأدبي، كما أنه جعل من النظم قوانين ترشد الذوق العربي إلى الكشف عن مرتبة الكلام 

وقد بذل أقصى جهده لتستقر فكرته في العقول، حتى أضحت نظريته السليمة مرجع النقاد والباحثين، فقد صنع ميزانا يستطيع به الناقد أن يزن الصورة البيانية، ويرد عناصرها البلاغية إلى طريقة التأليف للعبارات، ومنه استمدت فكرة البنية العميقة والبنية السطحية التي نادى بها اللغويون الغرب مثل تشومسكي، وأرسخ كذلك فكرة التعليل لكل ما تستحسنه أو تستقبحه فيقول «لا بد لكل كلام تستحسنه ولفظ تستجيده من ان يكون لاستحسانك جهة معلومة وعلة معقولة»

نظم القرآن
القرآن أعلى مراتب البلاغة والفصاحة والبيان، ومنه وإليه فطن عبد القاهر الجرجاني إلى نظريته، وقد نزل القرآن على أفصح الناس لسانا فتحداهم فأعجزهم، فلم يستطيعوا أن يأتوا بمثله، ولا أن يأتوا بسورة أو بآيه، فأبانوا عن عجز واستسلام، ولكن يبقى السؤال ما الذي أعجزهم فيه ؟أعن معان دقيقة صحيحة قوية ؟أم ألفاظه المحكمة الفصيحة؟
أجاب الجرجاني عن سر عجز العرب عن الإتيان بمثله، وفسّر إعجابهم به فقال:«أعجزهم مزايا ظهرت لهم في نظمه، وخصائص صادفوها في سياق لفظه، وبدائع راعتهم من مبادي آيه ومقاطعها، ومجاري ألفاظها ومواقعها وفي مضرب كل مثل، مساق كل خبر، وصورة كل عظة وتنبيه وإعلام، وتذكير وترغيب وترهيب، ومع كل حجة وبرهان، وصفة وتبيان، وبهرهم أنهم تأملوه سورة سورة، وعشرا عشرا، وآية آية، فلم يجدوافي الجميع كلمة ينبو مكانها، ولفظة ينكر شأنها، ويرى أن هناك أصلح هناك أو أشبه، أو أحرى، بل وجدوا اتساقا بهر العقول، وأعجز الجمهور، ونظاما والتئاما، وإتقانا وإحكاما، لم يدع في نفس بليغ منهم-ولو حك بيافوخه السماء-موضع طمع، حتى خرست الألسن عن أن تدعي وتقول»

## نظرية النظم بعد الجرجاني
الزمخشري (ت 538هـ)
ولد الزمخشري قبل موت الجرجاني بأربع سنوات وقام بجهد كبير لإتمام رسالة عبد القاهر ، وكان يعتقد أن تفسير القرآن الكريم لايتم إلا عن طريق علمي المعاني والبيان، وقد استطاع أن يفرق بين مصطلحي الفصاحة والبلاغة وكان الجرجاني لايفرق بينهما، واستطاع الزمخشري أن يميز بين علمي المعاني والبيان وكان عبد القاهر الجرجاني يسمي الأول علم النظم أو الأسلوب وكأن الزمخشري أراد أن يخرج من الخلاف القائم بين المعتزلة والاشاعرة وسماه علم المعاني.

وقد مال الزمخشري في آرائه البلاغية إلى الأخذ باتجاه أصحاب المعاني عامة، ويعرض في تفسيره للأسلوب من جهة نظر عبد القاهر الجرجاني مع التركيز على طرق التعبير وعلاقات النظم، وصلات الألفاظ النحوية.

(اعجاز القرآن)
بين الجرجاني ان القرآن الكريم معجز بنظمه، ونفى وجوه الإعجاز الأخرى أما الزمخشري فيرى إعجاز القرآن من جهتين فهو معجز بنظمه ومعجز بما فيه من الأخبار بالغيوب ولهذا نجده يقول عند الآية الكريمة (فاعلموا انما أنزل بعلم الله) أي أنزل ملتبساً بما لايعلمه الا الله من نظم معجز للخلق وأخبار بغيوب لاسبيل لعلم اليه.
 
وهكذا فالزمخشري يضيف شيئاً جديداً يبين فيه إعجاز القرآن، فهو يأخذ برأي الجرجاني من حيث أن القرآن الكريم لكنه حيث عرض ((لنظم القرآن عرض اليه من ناحية الجمال الحادث عن احكام معاني النحو مما لايدع سبيلاً لشك في أن الزمخشري المعتزلي شخصيته في البحث الإعجازي. ثم بعد ذلك يحاول الزمخشري تطبيق نظرية النظم، فنجده يتناول موضوعات النظم التي جاءت عند الجرجاني ومنها التقديم والتأخير.

لقد استوعب الزمخشري كل ما كتبه عبد القاهر الجرجاني في كتابيه ((دلائل الإعجاز)) و (أسرار البلاغة) وحاول ان يطبق ذلك على آي القرآن الكريم، وكأن الزمخشري لم يترك شيئاً من آراء الجرجاني إلا ساق عليها الأمثلة من القرآن الكريم، ولم يقف الزمخشري عند هذا الحد، بل قدم إضافات قيمة في المعاني. ومما أضافه إلى دراسة علم المعاني ((التقديم والتأخير وما يتصل به ن تعريف المسند اليه وتنكيره، وتقييد الفعل بالشرط بعد إذا وإن ولو ومواقعها في التعبير، والقصر والمعاني المجازية لأساليب الإنشاء)).

## «نظرية النظم» عند الجرجاني وعلاقتها بمفهوم البنية في النقد الحديث[8]
يقف البلاغيّون والنقّاد العرب المحدثون في تقييمهم «لنظرية النظم» عند الجرجاني مواقف متباينة، هي -في الواقع - امتداد لمواقفهم المبدئية من التراث العربيّ برمّته: فمنهم من يقف منها موقف الرضى والإعجاب إلى الحدّ الذي يدفعه إلى وضعها على قدم المساواة مع أحدث ما انتهت إليه المدارس والاتجاهات النقديّة الحديثة في الغرب، إن لم نقل: تفضيلها عليها. فيصبح هذا الإعجاب البالغ حدّ التقديس سجناً لصاحبه، يحبس نفْسه فيه، ويحول بينه وبين الانفتاح على منجزات الآخر، الذي يصبح بمنزلة الخصم؛ فلا يعود كافياً أن نفخر بما عندنا ونعتدّ به، بل لا بدّ - في المقابل- من أن نطعن في منجزات ذلك الآخر ونقلّل من شأنها، حتّى نثبت أنّنا بماضينا أفضل منه بحاضره.
ومنهم من يقف في الطرف الآخر على النقيض تماماً من الطرف الأوّل، وهم الذين انبهروا بحضارة الغرب الحديث في كلّ نواحيها: الماديّة والفكريّة، وأدّت بهم المقارنة بين تلك الحضارة المفعمة بالحياة والتقدّم وبين الواقع العربيّ الراكد المتخلّف إلى ازدراء هذا الواقع والاستخزاء منه، ثمّ لم يكتفوا بذلك، بل سحبوا هذا الازدراء على التراث العربيّ بجملته، وأبوا أن يتّخذوا منه أساساً لمعاودة بناء حضارة عربيّة جديدة، وإنّما عكفوا على محاولة اصطناع نسخة عربيّة من الحضارة الغربيّة الحديثة لتكون هي ذلك الأساس الذي سينطلق منه العرب لبناء حضارتهم في هذا العصر، متجاهلين في ذلك بديهيّات لا يمكن تجاوزها أو التحايل عليها بهذه السهولة، أبْيَنُها: أنّ المدارس العلميّة والاتجاهات الفكريّة في الغرب إنّما نشأت تلبية لحاجات خاصّة بتلك الشعوب، وكانت نتيجةً لصراعات تاريخيّة طويلة، فهي بالنسبة إليهم بمنزلة المكتسبات الحضاريّة الذاتية، التي يصعب نقلها -في صورتها النهائيّة- إلى أيّ مجتمع آخر لتؤدّي الوظيفة الحضاريّة نفسها التي أدّتها في مجتمعاتها الأمّ؛ بسبب اختلاف السياق التاريخي والحضاريّ بين تلك المجتمعات وغيرها، في حين أنّ «نظريّة الجرجاني» نشأت في تربية عربيّة، لتلبية حاجات فكريّة خاصّة بالمجتمع العربيّ – في حينها –، وهي حاجات لها أبعادها الدينيّة والأدبيّة، وحتّى السياسيّة. من هنا، فإن العودة إلى نظريّة الجرجاني والانطلاق منها، بتطويرها وتجديدها، دون التحجّر عندها، والاحتباس بين جدرانها، سيكون أجدى كثراً من الاعتماد على نسخة دخيلة مشوّهة من النظريّات النقديّة الغربيّة الحديثة، ولا يعني هذا أن نجعل بيننا وبين منجزات القوم سدّاً، ولكن أن يكون تأثّرنا بهم في حدود التبادل الحضاريّ المعروف بين الأمم. هذه سنّة طبيعيّة وصحيّة في الوقت نفسه، ولكنْ ما ليس طبيعياً ولا صحيّاً هو هذه الرغبة في الذوبان والاندماج في الآخر، بعد الانسلاخ من كلّ خصوصيّة تاريخيّة وحضاريّة.
وهكذا، نكون -في الواقع- قد أجملنا موقف الفريق الثالث: وهو الموقف الذي يتوسّط بين الطرفين السابقين، فلا يقنع بأن يعيش حبيس الماضي، ولا يرضى -في المقابل- أن يقتات على فتات غيره، وإنّما يقدّر الماضي حقّ قدره، فيضعه في سياقه التاريخي الصحيح، ويتعامل معه على أنّ ماضٍ ليس غير، لا يمكن أن نباهي به حاضر الآخر المتقدّم، ولكنّة يمكن أن يكون منطلقاً لحاضر يضاهي حاضر الآخر. وفي ذلك السياق التاريخيّ نفسه ينظر إلى ماضيه نظرة تقدير، لأنّه كان -في حينه- فتحاً عظيماً، ولا يرى من الحقّ أن نحمّل الماضي وزر تخلّفنا ونكوصنا في الحاضر.
استعراض هذه المواقف الثلاثة، واختيار أكثرها علميّة وموضوعيّة، وأعظمها نفعاً في خدمة كلّ من التراث والحاضر، كان هو الغاية من هذا البحث. والحقّ أنّ الجرجاني لم يكن سوى نموذج؛ فإنّ هذه المواقف الثلاثة لا ينفك الباحث يلاقيها أثناء دراسته لأيّ علَم من أعلام التاريخ أو أيّ نظريّة أو مذهب أو حتّى فكرة اشتمل عليها تراثه. فبدأتُ البحث بعرض ٍ موجز لنظرية الجرجاني، وقفت فيه عند أبرز محطّاتها؛ لأظهر مدى التقدّم الذي مثّلته هذه النظرية في حينها، ثمّ عرّجت على مفهوم «البنية» في النظريات اللغوية والنقديّة الحديثة؛ ليلمس معي القارئ ما بين هذا المفهوم وما بين نظريّة الجرجانيّ من مواطن الشبه ومواطن الاختلاف. والحقّ أن بينهما بوناً يصعب إنكاره؛ ذلك أنّ نظرية النظم تقف في ملاحظتها للنسق عند أوّل الطريق، أي: عند الجملة والجملتين، أمّا النسق العامّ أو الأنموذج الذي يمثّل نوعاً أدبيّاً كاملاً، أو حتّى النسق الجزئيّ الذي يمثّل نصّاً واحداً بتمامه، فهذه أفكار وإجراءات كانت غائبة تماماً عن ذهن الجرجانيّ، ولا نلومه، فهي على كلّ حال تتجاوز الطور الفكري والحضاري لعصره. ثمّ ختمت البحث باستعراض آراء النقاد العرب المحدَثين في نظرية الجرجاني، وأظهرت الاختلاف في تقييمهم لها، ولا سيّما إذا نقلت من سياقها التاريخي القديم، ووضعت في سياق الحداثة الغربيّة المعاصرة.